# Sean McLean
Sean McLean (né le 23 mars 1992 à Raleigh) est un athlète américain, spécialiste du 100 mètres et du 200 mètres. Il termine 3e en 10 secondes 26, des championnats américains à Sacramento en juin 2014. Ses meilleurs temps sont au 100 mètres : 10 s 01 + 1,7 m/s à Eugene le 25 juin 2015, et au 200 mètres, 20 s 24, - 1,5 m/s, à Birmingham le 5 juin 2016.
Il remporte la médaille d'or du relais 4 x 100 m lors des Championnats panaméricains juniors d'athlétisme 2011. Il est également cité dans USA Today en 2010 et 2011,.